# Phytomyza eumorpha
Phytomyza eumorpha este o specie de muște din genul Phytomyza, familia Agromyzidae, descrisă de Frey în anul 1946.
Este endemică în Finlanda. Conform Catalogue of Life specia Phytomyza eumorpha nu are subspecii cunoscute.